# Епитафи Томовићима на гробљу Буковац у Ртарима
Епитафи Томовићима на гробљу Буковац у Ртарима представљају значајна епиграфска и фамилијарна сведочанства преписана са старих надгробних споменика у доњодрагачевском селу Ртари, Oпштина Лучани.
Браћа Ђоко, Бојо и Симо Стишовић доселили су се из Васојевића у Црној Гори након Другог српског устанка. Неко време су боравили у Добром Долу код Ивањице, након чега су се населили на имање Недовића. По доласку у Ртаре, дуго су их називали Арнаутима.
Данашњи Томовићи потомци су Бојови. Судбина Ђокових потомака није позната, јер се он око 1835. године из Ртара одселио у Нову Градишку, док су Симови потомци изумрли.
Бојо је са супругом Милицом имао синове Глигорија, Савка и Тома и две ћерке - Мару и Злату. Томо Томовић бавио се политиком - био је члан Напредњачке странке и велики присталица Обреновића. Неколико пута био је председник општине Дучаловићке.
Драгић, син Ђурђа и Станојке Томовић био је један од првих поборника поборник социјализма у Драгачеву. Преминуо је у двадесетој години.
У Балканским и Првом светском рату учествовало је 15 ратника из ове фамилије, а седам их је погинуло.
Томовићи данас живе у Ртарима, Чачку, Гучи, Пожеги, Београду и Новом Саду. Некада су славили Алесендријевдан, али су по доласку у Ртаре преузели су славу Недића, Аранђеловдан, на чије имање су се населили.
Споменик младићу Илији Томовићу (†1872)
ИЛИЈА
незаборавни син Глиша Томовића
умро у 17-тој год живота
14 априла 1872 го.
Споменик Живани Томовић (†1874)
Овде по. ЖИВАНА
Р.Б. верна и незаборавна жена Еротија
поживи 30 г.
а престави се у вечност 1874
Бог да јој душу прости
Споменик Глишу Томовићу (†1882)
Мили Србине
прочитај и реци
Бог да му душу прости
раба божијег
ГЛИША Томовића из Ртара
који поживи 77 г.
а престави се 1882
Споменик Круни Томовић (†1890)
ИС ХР
Овде почива раб божија
КРУНА
супруга Глиша Томовића
поживила је 76 год
а престави се 10 новембра 1890 г
Споменик Савки Томовић (†1895)
ИС ХР НИ КА
Овде почивају земни остаци
САВКА Томовића из Ртара
трудољубивог радника свог домазелука.
Поживи 55 г.
А престави се у вечност
23. новембра 1895 год.
Спомен подиже му брат Томо
и синови Павле, Вељко и Велимир.
Споменик невести Милеви Томовић (†18??)
Овде почива
МИЛЕВА
прва супруга Милорада Томовића
а кћи Алексија и Еле Којовић из Лознице
Поживи 17 г
а умре... (даљи текст уништен)
Споменик Милораду (†1904) и Ружици (†1909) Томовић
Овде почива
МИЛОРАД Томовић из Ртара
поживи 30 г
Умро 1904 г.
Спомен подиже синовац Радомир и сна Живка
ћерка РУЖИЦА
пож. 13 г.
умрла 1909
Споменик Станојки Томовић (†1917), њеној деци и унуку
Овде почива
СТАНОЈКА Томовић из Ртара
поживи 55 г умрла 1917
син ДРАГИЋ
пож. 20 г. умро 1906
Син СТАНКО пож. 9 г. умро 1902
ћерка РАДОСАВА
пож. 9 г. умрла 1902
унук МОМИР
пож. 1 год
Спомен подиже син и брат Радомир
и сна Живка
Споменик Јеки Томовић (†1910)
Пред овим ладним спомеником
почива добра хришћанка
ЈЕКА
супруга покојног Савка Томовића
поживи 64 г.
Умре 30 Октобра 1910
Бог да је прости
Овај надгробни споменик
подигоше јој њени благодарни синови
Павле Вељко и Велимир
и девер Томо Томовић
Споменик Марији Томовић (†1915) и њеној деци
Овде почива
МАРИЈА
супруга Јована Томовића из Ртара.
Поживи 53 г.
а умрла је 1915
РАДОЈЕ
син Јована и Марије из Ртара
поживи 20 год.
Умро је 1910 год.
РАДОЈКА
ћерка Јована и Марије из Ртара
поживи 13 год.
умрла је 1897 г.
Спомен подиже њен син Вуксан
и синови из Гуче
Споменик Микаилу Томовићу (†1914) и његовој деци
Спомен ратнику
МИКАИЛУ Томовићу из Ртара.
Поживи 35 г.
а погино код Шапца на положају Причиновићима
14 септембра 1914. г.
Сахрани га брат Вуксан њега и Павића у 1 р.
Пред овим спомеником почивају деца
ДРАГОМИР од 5 год.
и
ЈУЛКА од 9 месеци
умрли 1913 год.
Споменик деци Здравке и Михаила Томовића
Деца Здравке и Михаила Томовића
ГЛИШО од 13 год. умро 1915.
ДРАГОСЛАВ од 5 г. умро 1912
МИЛОЈЕ од 3 м. умро 1909 г.
Помен подиже мати Здравка
браћа Примислав и Ранисав
Споменик деци Зорке и Вељка Томовића
Овде почива земни цвет младости
деца Зорке и Вељка Томовића
МИЛЕНКО од 9 год. умро 28 октобра 1918 г.
ВИНКА од 5 год. умре нов. 1918 г.
Спомен подигоше им отац и мајка
и брат Миливоје
Споменик Божики Томовић (†19??)
Овде почива
БОЖИКА Томовић из Ртара
поживи .... (даље текст уништен)
Споменик каменоресцу Ђурђу Томовићу (†1920) и кенотаф његовим синовима
Овде почива
ЂУРЂЕ Томовић
каменорезац из Ртара
поживи 58 г. Умро 1920 г.
син му ПАВИЋ
поживи 25 г. погинуо у рату 1914 го.
син му РАДОСАВ
пож. 20 г. Умро у Приштини 1914 г.
Спомен подиже син и брат Радомир
и сна Живка
Споменик двогодишњем Миленку Томовићу (†1921)
МИЛЕНКО
од 2 године
Велимира Томовића
Умро 11. јула 1921 г.
Спомен подиже отац Велимир
и мајка Полексија
Споменик деци Велимира и Полексије Томовић
ДРАГУТИН од 6 месеци
с. Велимира Томовића
умро маја 1924 год.
СРЕЋКО од 1 год умро 1912 г.
Спомен подиже отац Велимир
и мати Полексија
Споменик Тому Томовићу (†1924)
Овде почива тело бившег домаћина
ТОМО Томовић из Ртара
који часно је поживео 79 год.
а умро 1924 г.
бират за председника ове општине
и у дужности није никад никога увредио
и добар радник и виноградар међу својима.
Бог да му душу опрости
Споменик Илинки Томовић (†1927) и ћерки Добросави (†1923)
Овде почива ИЛИНКА
прва жена Радомира Томовића из Ртара
Поживи 30 г.
умрла 1927 г
ДОБРОСАВА
кћи Илинке и Радомира
пож. 5 г.
умрла 1923 г.
Спомен им подиже муж и отац Радомир
Споменик Кристини Томовић (†1930)
Овде почива тело неуморне раднице
КРИСТИНЕ
супруге Тома Томовића овдашњег.
Поживи 80 г.
умре 28.III.1930 г.
Бог да је прости.
Спомен јој подиже зет Будимир Мирковић
кћери Драгина Рајка Радосија и Обренија
Споменик Иванки Томовић (†1930) и кенотаф Павлу и Николи Томовићу
Пред овим спомеником
почива тело упокојене
ИВАНКЕ
удове пок. Павла Томовића из Ртара,
која поживи 62 године
а умре 18 јануара 1930 г.
спомен подиже јој синови
На левој страни споменика:
ПАВЛЕ С. Томовић
и син му НИКОЛА
који су пропали као ратници
на бранику отаџбине
на Солунском фронту од 1916-18 год.
Спомен подигоше им синови браћа
Мијаило, Будимир, Савко, Тихомир и Живан
Споменик Анки Томовић (†1933)
Овде почива
АНКА
супруга Тихомира Томовића из Ртара
поживи 29 г.
а умре 28 марта 1933 г.
син ДРАГОЉУБ
поживи 4 месеца
умро 4 марта 1933 г.
Спомен подигоше јој муж Тихомир
и подруга Мира
Споменик Зорки Томовић (†19??)
Овде почива
ЗОРКА
супруга Вељка Томовића из Ртара
која поживи 45 г.
Умре 3 децембра... (оштећено)
Бог да јој душу прости.
Вељко децо комшије и пријатељи
дође време да се поздравимо
јер данас полазим на онај свет.
Збогом ваша Зорка
Овај спомен подигоше јој муж Вељко
синови Миливоје и Миодраг
и унук Десимир
Томовићи
Писа Т. Петронијевић
Споменик Јелисавки Томовић (†1940)
Овде почива
ЈЕЛИСАВКА Томовић из Ртара
рођена 1884 год.
Поживи 56 год.
а умре 19 августа 1940
Спомен подиже брат Велимир
и сна Полексија
и братићи Миломир и Раденко
Споменик браћи Томовић: Милошу (†1948) и Мирку (†1945)
Овде вене младост
МИЛОША Томовића из Ртара
рођ. 1926 г.
а умро 4. XII.1948 год.
Брат му МИРКО поживи 12 г.
Умро 12.XII.1945 год.
Спомен им подиже отац Тихомир
маћа Мира
и браћа Љубиша и Славољуб
Споменик Вељку Томовићу (†1951)
Овде пред овим спомеником
почива тело неуморног радника
покојног ВЕЉКА Томовића из Ртара
који часно и поштено као добар домаћин
поживи 76 год.
а престави се 16.1.1954 г.
Бог да му душу прости
Овај спомен подигоше му синови Миливоје и Миодраг
и унук Десимир у 1954 г.
У ђедовом гробу лежи млађани
ДОЈЧИЛО
син Миливоја и Живке Томовић
поживи 5 месеци
а умре 25.I.1930 год.